# Lesovsky
Lesovsky è stato un costruttore americano di auto da corsa presente nelle gare statunitensi dagli anni 1950 agli anni 1970.
Tra il 1950 e il 1960 la 500 Miglia di Indianapolis faceva parte del Campionato mondiale di Formula 1, per questo motivo la Lesovsky ha all'attivo anche 9 Gran Premi con una pole-position in F1 grazie a Johnny Thomson nel 1959.